# 法里博
法里博（英語：Faribault，/ˈfɛərboʊ/）位于美国明尼苏达州东南部，是赖斯县的县治。
根据2000年美国人口普查，共有20,818人，其中白人占89.87%、非裔美国人占2.69%、亚裔美国人占1.83%。